# Wustendorf

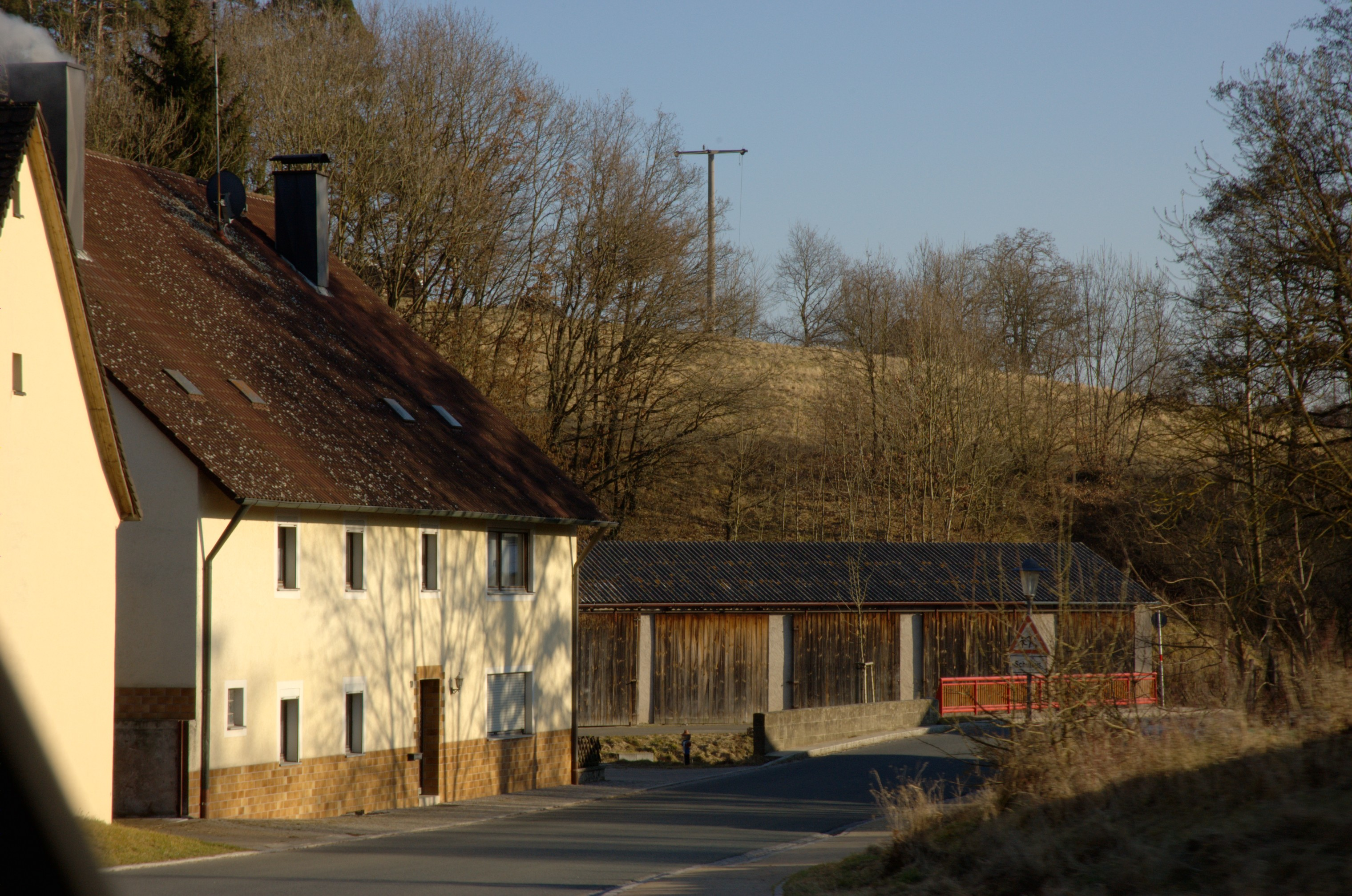

Wustendorf (fränkisch: Wiastndorf) ist ein Gemeindeteil der Gemeinde Bruckberg im Landkreis Ansbach (Mittelfranken, Bayern). Wustendorf liegt in der Gemarkung Bruckberg.

## Geografie
Durch das Dorf fließt der Haselbach und der Dürrnbach, der dort als linker Zufluss in den Haselbach mündet. 0,5 km südwestlich des Ortes liegen der Buchenwald und der Kindlerswald. Durch den Ort verläuft die Kreisstraße AN 10, die nach Adelmannssitz (1,1 km südöstlich) bzw. zur Staatsstraße 2246 bei Neubruck führt (0,5 km nordwestlich). Über eine Gemeindeverbindungsstraße gelangt man nach Vestenberg (1 km südöstlich).

## Geschichte
Der Ort wurde 1233 als „Wunsendorf“ erstmals urkundlich erwähnt. Die Bedeutung des Ortsnamens ist unklar. 1416 wurde er „Wuschöndorff“ genannt, 1433 „Wuschendorff“ und 1502 „Wustendorff“.
Gegen Ende des 18. Jahrhunderts gab es in Wustendorf neun Anwesen (2 Höfe, 5 Söldengüter, 1 Mühle, 1 Tropfhaus) und ein Gemeindehirtenhaus. Das Hochgericht übte das brandenburg-ansbachische Hofkastenamt Ansbach aus. Die Dorf- und Gemeindeherrschaft und die Grundherrschaft über die Anwesen hatte das Rittergut Frohnhof der Herren von Eyb. Es gab zu dieser Zeit acht Untertansfamilien. Von 1797 bis 1808 unterstand der Ort dem Justiz- und Kammeramt Ansbach.
Im Rahmen des Gemeindeedikts wurde Wustendorf dem 1808 gebildeten Steuerdistrikt Vestenberg und der 1811 gegründeten Ruralgemeinde Vestenberg zugeordnet. Mit dem Zweiten Gemeindeedikt (1818) wurde Wustendorf nach Bruckberg umgemeindet.

### Baudenkmäler
- Wassermühle, bezeichnet 1751: zweigeschossiger Bau mit Satteldach und Stichbogenportal[15]
- Brücke[16]
- Keller[16]

### Einwohnerentwicklung
| Jahr      | 001818 | 001840 | 001861 | 001871 | 001885 | 001900 | 001925 | 001950 | 001961 | 001970 | 001987 |
| Einwohner | 88     | 67     | 68     | 60     | 68     | 57     | 49     | 84     | 60     | 43     | 47     |
| Häuser    | 12     | 11     |        |        | 12     | 12     | 12     | 13     | 11     |        | 12     |
| Quelle    | [ 18 ] | [ 19 ] | [ 20 ] | [ 21 ] | [ 22 ] | [ 23 ] | [ 24 ] | [ 25 ] | [ 26 ] | [ 27 ] | [ 1 ]  |

## Religion
Der Ort ist seit der Reformation evangelisch-lutherisch geprägt und nach St. Maria (Großhaslach) gepfarrt. Die Einwohner römisch-katholischer Konfession sind nach St. Bonifatius (Dietenhofen) gepfarrt.